# 拉卡赛涅
拉卡赛涅（法語：La Cassaigne，法語發音：[la kasɛɲ] ⓘ）是法国奥德省的一个市镇，属于卡尔卡松区。

## 地理
拉卡赛涅（43°12'10"N, 1°59'38"E）面积12.13 平方千米，位于法国奧克西塔尼大區奥德省，该省份为法国南部沿海省份，北起塔恩省，西北接上加龙省，西接阿列日省，南至东比利牛斯省，东临地中海，东北与埃罗省接壤。
与拉卡赛涅接壤的市镇（或旧市镇、城区）包括：卡扎尔勒努、方若、热内维尔、洛拉克、奥尔桑、维拉萨瓦里。

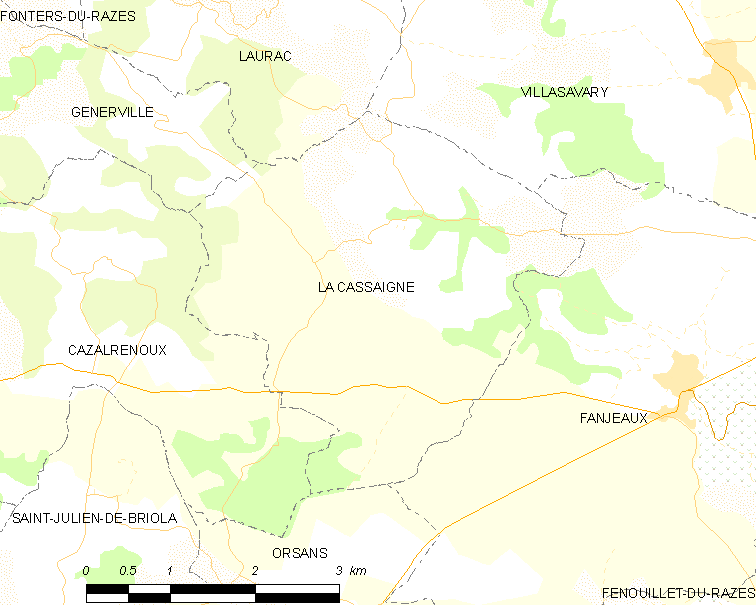
拉卡赛涅的OSM定位图

拉卡赛涅的时区为UTC+01:00、UTC+02:00（夏令时）。

## 行政
拉卡赛涅的邮政编码为11270，INSEE市镇编码为11072。

## 政治
拉卡赛涅所属的省级选区为拉皮耶日欧拉泽斯县。

## 人口

1962-2008年间拉卡赛涅人口变化图示

拉卡赛涅于2022年1月1日时的人口数量为188人。